# Aveyron
Aveyron là một tỉnh của Pháp, thuộc vùng hành chính Occitanie, tỉnh lỵ Rodez, bao gồm 3 quận với các quận lỵ còn lại là: Millau, Villefranche-de-Rouergue.